# Micro (minialbum)
Micro – minialbum studyjny ukraińskiego zespołu Jinjer. Album został wydany 11 stycznia 2019 roku nakładem wytwórni muzycznej Napalm Records.

## Lista utworów[10]
| Nr | Tytuł utworu        | Długość |
| -- | ------------------- | ------- |
| 1. | „Ape”               | 3:16    |
| 2. | „Dreadful Moments”  | 4:45    |
| 3. | „Teacher, Teacher!” | 5:52    |
| 4. | „Perennial”         | 4:38    |
| 5. | „Micro”             | 1:43    |
|    |                     | 20:14   |

## Twórcy albumu
- Tatiana Shmayluk – wokal
- Roman Ibramkhalilov – gitara elektryczna
- Eugene Abdukhanov – gitara basowa
- Vlad Ulasevich – perkusja
- Max Morton – produkcja, miksowanie, mastering